# Xylocopa varipes
Xylocopa varipes är en biart som beskrevs av Smith 1854. Xylocopa varipes ingår i släktet snickarbin, och familjen långtungebin. Inga underarter finns listade i Catalogue of Life.